# مقص العشب

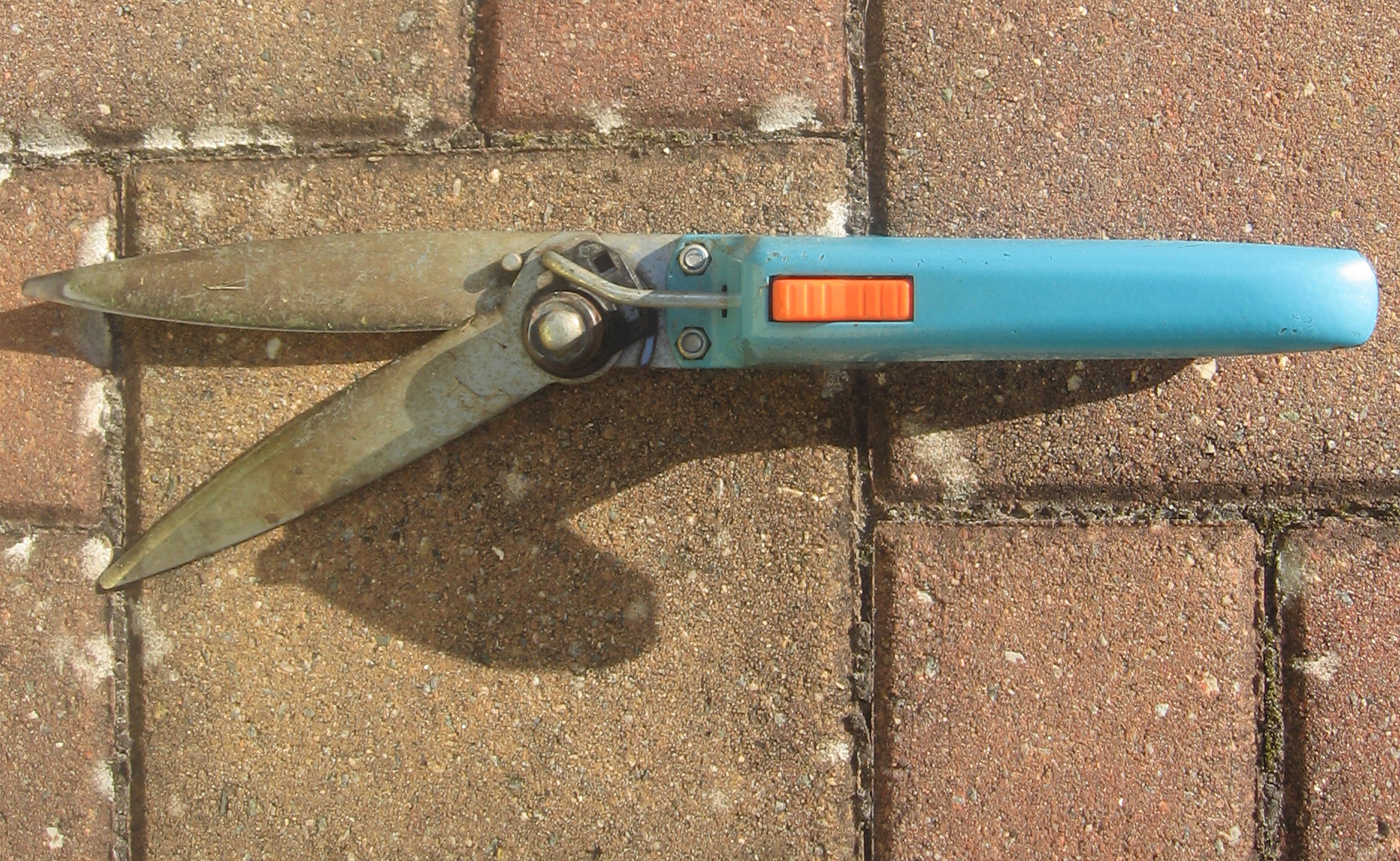

مقص العشب تختلف مقصات العشب عن مقصات التقليم في كونها ذات مقبض طويل وتتمتع بالمقابض بزاوية قائمة على الشفرات. يمكن استخدامها لقطع العشب من وضع الوقوف. هناك نوعان متاحان: مع الشفرات الأفقية مع الشفرات الرأسية. تستخدم الشفرات الأفقية لإزالة العشب الذي لم يتم قطعه بواسطة جزازة العشب، بينما تستخدم الشفرات الرأسية لتقليم حواف العشب.